# Assemblea Nacional Catalana

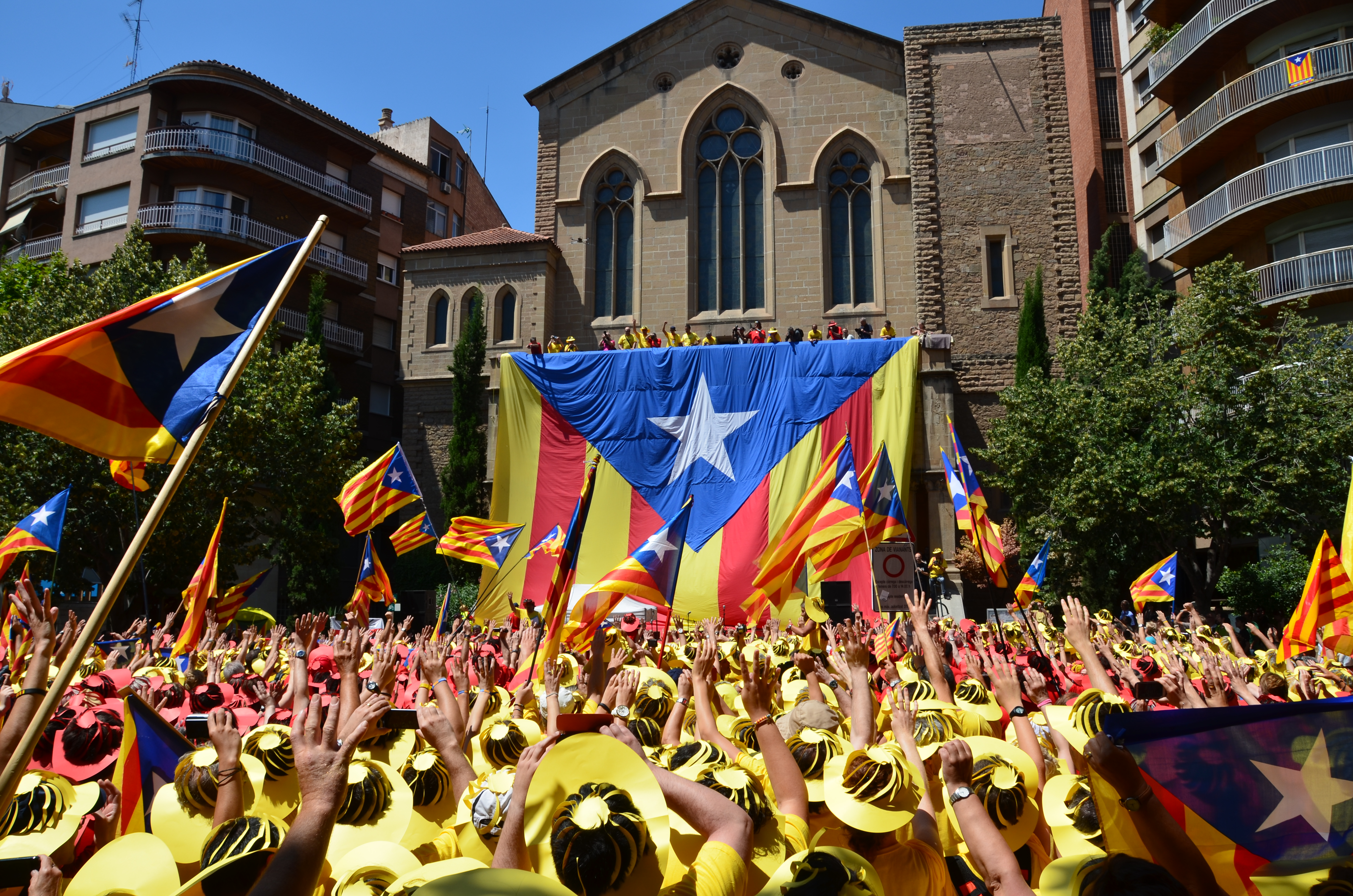
Ato da Assembleia Nacional Catalã em Manresa

A Assemblea Nacional Catalana, designada, frequentemente, pela sigla ANC (em português, "Assembleia Nacional Catalã"), também chamada Moviment per la Independència (em português, "Movimento pela Independência"), é a organização popular, unitária, plural e democrática que tem como objetivo recuperar a independência política da Catalunha mediante a constituição de um estado de direito, democrático e social.
A presidência foi assumida por Carme Forcadell em abril de 2012 e, após a saída desta para o Parlamento da Catalunha, por Jordi Sànchez, em maio de 2015.
Em 16 de outubro de 2017, a Audiência Nacional espanhola decretou a prisão de Jordi Sànchez, acusado do crime de sedição, em relação com dois atos de protesto realizados em setembro. Dois dias depois, a Amnistia Internacional pediu às autoridades espanholas a retirada da acusação de sedição e a libertação imediata de Jordi Sànchez.
Em 24 de março de 2018, a economista Elisenda Paluzie foi designada presidente da ANC.

## Campanhas
Em finais de junho de 2012, a Assembleia Nacional Catalã lançou a campanha "Marcha para a Independência", que começou na Seu Vella (Lleida) e que finalizaria em 11 de setembro com uma grande manifestação em Barcelona, sob o nome de "Catalunha, novo estado da Europa", depois de ter realizado atos festivos, simbólicos e reivindicativos em todo o território.